# Tomasz Regius
Tomasz Regius (wł. Tommaso Regius) – malarz książęcy i wójt szydłowiecki. 
O samym Regiusie nie ma zbyt wiele wiadomości, nie wiadomo gdzie i kiedy się urodził, ani kiedy zmarł, przypuszcza się, że był Włochem, o czym świadczy jego nazwisko. Regius był dwukrotnie żonaty. Ślub z pierwszą żoną, Jadwigą Siodlarzówką, odbył się 12 listopada 1624 w Szydłowcu. Po raz drugi wstąpił w związek małżeński w 1649 roku. Jego wybranką była Zofia Warcabówna, córka mieszczanina i podwójciego w mieście Jastrząb, Łukasza Warcaba i Katarzyny Pięcianki. Regius zapisał swojej nowej żonie 1000 złp., a ta wniosła w wiano w wysokości 500 zł, które miały mu być wypłacone na św. Jana Chrzciciela w 1650 roku, a kwotę jej ojciec zabezpieczył na wszystkich własnych dobrach ruchomych i nieruchomych w Radomiu i Jastrzębiu. 
Przed 7 maja 1644 roku, został mianowany podwójcim, a w 1647 roku wójtem szydłowieckim. Sprowadzony do Szydłowca przez Albrychta Władysława najpóźniej w 1623 roku, gdyż wówczas, wraz z określeniem "pictor" (malarz), pojawia się w charakterze ojca chrzestnego Macieja, syna Piotra i Barbary Rymarzów. 1 sierpnia 1624 roku Albrycht Władysław Radziwiłł wystawił dokument, w którym informował namiestnika hrabstwa szydłowieckiego, Krzysztofa Ninkowskiego, "iż przysposabiając rzemieślnika do miasta naszego Szydłowca daliśmy ogród na Sadzawczysku w 8 zagonów między ogrodami Jana Grziba z jedną a drugą stronę Ambrożego stolarza leżący, który Jan Tokarz trzymał, Tomaszowi Regiusowi, malarzowi szydłowieckiemu i potomkom jego, od którego czynsz roczny płacić będzie według inwentarza po grz. 17/15". 
Regius nie wszedł jednak w posiadanie tegoż ogrodu, gdyż starosta szydłowiecki Krzysztof Ninkowski uznał, iż to Sadzawczysko baczę być potrzebne pod zamek z czasem na ogród, którego tu pożytecznego nie masz". W związku, z czym wymierzył Regiusowi ogród z niwy zamkowej, mający 165 prętów, i wyznaczył mu czynsz w wysokości jednego szeląga od pręta. Tenże ogród Tomasz sprzedał w 1639 roku, Wojciechowi Pękali. 
Ławnik Wawrzyniec Pabiszewski wraz ze swą małżonką Elżbietą Zającówną sprzedał swój dom Regiusowi, malarzowi książęcemu, za sumę 900 złp. Dom ten znajdował się in cirulo magno (w Rynku Wielkim) pomiędzy kamienicą Stanisława Młódnickiego z jednej a kamienicą sukcesorów Pawła Storczyckiego z drugiej strony. 
Prawdopodobnie na urząd podwójciego w Szydłowcu wybierano na rok, 20 sierpnia 1646 roku, bowiem w ratuszu miejskim pojawił się starosta szydłowiecki Jan Kurowski i "przy zgromadzeniu urzędu obojego i pospólstwa wszystkiego szydłowieckiego obrał na lendwójta sławetnego pana Tomasza Regiusa malarza". Po tym Regius złożył przysięgę i oficjalnie objął urzędowanie jako podwójci.
W 1649 roku Tomasz Regius sprzedał swój dom przedstawicielowi szkockiej kolonii, w Szydłowcu, kupcowi Tomaszowi Walwadowi, i jego małżonce, Mariannie Gradkiewiczównie. 
28 czerwca 1647 roku, Regius mianowany został wójtem szydłowieckim. Działo się to w ratuszu, w obecności starosty, szydłowieckiego, Jana Kurowskiego oraz nieznanego z imienia komisarza reprezentującego ówczesnego właściciela hrabstwa, księcia Aleksandra Ludwika Radziwiłła, a także ławników: Jana Czyża, Matijasza Sekuły, Jakuba Sosnowskiego, Sebastiana i Stanisława Domagałów, Błażeja Pasiowskiego i Wawrzyńca Pabiszewskiego. Regius złożył w ich obecności przysięgę.
13 marca 1650 roku murator i mieszczanin szydłowiecki Wojciech Spadło pojawił się przed sądem i zeznał, że zobowiązuje się oddać wójtowi szydłowieckiemu Regiusowi 40 zł 6 gr na św. Marcina (11 listopada) i zabezpiecza tę sumę na swym domu mieszczącym się przy Rynku Plebanim.
6 grudnia 1659 w farze szydłowieckiej chrzczona jest Marianna, córka Tomasza Regiusa i Zofii Warcabówny, zaś 14 września 1663 roku chrzczona jest ich córka Regina.